# Сах.ком
Sakh.com (читается как «Сах.ком») — сахалинский новостной портал, работает с 1998 года. Крупнейший агрегатор местных сервисов, включает каталог сахалинских сайтов, доску объявлений, в том числе частных о работе, продаже авто или недвижимости, афишу региональных мероприятий с возможностью купить билеты, доставку еды и многое другое. До декабря 2022 года на портале Sakh.com работало одноимённое информационное агентство, но после двух блокировок Роскомнадзора новостная редакция объявила о закрытии. На 2024 год сайт Sakh.com не доступен на территории РФ (работает 4242.рф), сервисы были вынесены с поддоменов на отдельные сайты. По собственным данным портала, до блокировки на сайте было зарегистрировано около 390 тысяч пользователей, а суточная аудитория сайтов составляла 170 тысяч посетителей (население всей Сахалинской области — 484 тысяч человек).

## История

### Становление
Сахалинский региональный сайт Sakh.com был основан программистом компании Wizard Systems Альбертом Ли, который решил создать «более интересный и полезный сайт» для местных жителей. 4 ноября 1998 года в сети появился каталог сахалинских сайтов с доской частных объявлений и оказался востребованным, в том числе из-за телекоммуникационных особенностей: в то время федеральные сайты подгружались только через спутниковую связь. Сначала суточная аудитория была 15 человек, к концу года выросла до 100 пользователей.
Уже в августе 1999 году был запущен форум и раздел с местными новостями. Новости в 2003 году перенесли на отдельный сайт Sakhalin.Info, а в 2005-м зарегистрировали его как региональное СМИ — Информационное агентство Sakh.com. В 2019 году суточное число просмотров новостей достигло 400 тысяч. За 23 года работы редакции было опубликовано более 230 тысяч статей.
В 2001—2003 годах компания проводила конкурс интернет-сайтов «Web.Сахалин».

### Развитие
В 2004 году было зарегистрировано общество с ограниченной ответственностью «Сах.ком». Компания росла, развивала сервисы и нанимала сотрудников: в 2022-м их численность достигла 66 человек. В конце 2019 года на сайте было зарегистрировано 390 тысяч пользователей, годовая выручка компании Sakh.com составляла 90 млн рублей, а выручка 2021 года была уже 109 млн рублей.
Основные сервисы портала по мере их формирования:
- Объявления — первый сервис сайта; по собственным данным компании, среднее количество активных объявлений в 2022 году составляло 260 тысяч.
- Авто — в 2006 году все автомобильные объявления были вынесены на поддомен; в 2018-м количество проданных через сайт авто превысило 1,2 млн, в 2021-м ежемесячно публиковалось 9 тысяч объявлений[13].
- Недвижимость — сервис сахалинской недвижимости появился в декабре 2011 года; на 2022-й в среднем содержалось 12 тысяч актуальных объявлений[14].
- Справочник компаний — работает с 2003 года, на 2018-й содержал данные более 10 тысяч организаций[10].
- Работа — сервис с вакансиями вырос из справочника компаний, его запустили в ноябре 2010; по статистике 2022-го, за всё время существования сайта на нём было размещено 60 тысяч резюме и более 200 тысяч вакансий от более 12 тысяч сахалинских организаций.
- Билеты — сервис продажи кинобилетов, театральных, концертных и билетов на иные локальные мероприятия работает с августа 2016-го в связке с сервисом Афиша[15]; за первые три года было продано 531 тысяч билетов, за пять лет — более 1 млн[16].
- Доставка еды — работает с октября 2015 года, были разработаны отдельные приложения для Android и iOS; по данным 2021 года, суммарная аудитория сервиса — 1,5 млн пользователей, которые сделали более 152 тысяч заказов в сахалинских организациях[17].

На портале с 2001 года была доступна карта Южно-Сахалинска. Кроме этого на сайте можно посмотреть курс валют, табло аэропорта, авиабилеты, записаться к врачам и многое другое.
Благодаря публикациям независимой редакции ИА Sakh.com нередко удавалось помочь сахалинцам. Так, из-за огласки были пересмотрены итоги дела о громком убийстве местного жителя, соучастники обвиняемого тоже были наказаны. В другом случае руководство школы расторгло трудовой договор с учительницей музыки, оскорбившей одну из учениц.
Несмотря на поддержку со стороны местных жителей, Альберт Ли в интервью отмечал, что у компании случались проблемы со всеми сахалинскими губернаторами. В частности, Александр Хорошавин в 2012 году пытался добиться сноса офисного здания. В августе 2019 года Sakh.com был внесён в реестр Организаторов распространения информации, который составляют ФСБ и Роскомнадзор: это вынуждает компании предоставлять пользовательские данные зарегистрированных участников силовикам по первому требованию.

### Блокировка

Логотип СМИ

4 марта 2022 года, сразу после российского вторжения на территорию Украины, был принят «закон о фейках», который фактически вводил цензуру в СМИ и прямой запрет на публикацию информации о военных действиях, отличающейся от официальной позиции. Уже в марте появились первые призывы проверить «Сах.ком» на наличие «сообщений, порочащих Вооруженные силы РФ»: открытое письмо в правоохранительные органы написала председатель сахалинского «Совета солдатских матерей» Нина Ключникова, её призыв поддержали руководители региональных отделений «Бессмертного полка» Александр Барышев и «Общероссийского народного фронта» Алексей Казанцев, на что обратили внимание ряд СМИ, начиная с популярного сибирского медиа «Тайга.Инфо» (также заблокировано РКН).
6 августа без предварительного предупреждения Роскомнадзор по решению Генпрокуратуры ограничил доступ к порталу Sakh.com (и одновременно к сайту Sakhalin.Info). Неновостные сервисы на поддоменах также стали недоступны. Предположительно, поводом для блокировки стал форум, где некоторые пользователи высказывались о сахалинцах, погибших в ходе боевых действий. 9 августа компания «Сах.ком» направила запрос о разъяснении в Генпрокуратуру и местное управление Роскомнадзора. Последний ответил 23 августа, сослался на требование № 27-31-2022/Ид10804-22 Генпрокуратуры: «… в связи с неоднократным размещением материалов, содержащих дискредитацию использования Вооруженных Сил Российской Федерации в целях защиты интересов Российской Федерации и её граждан, поддержания международного мира и безопасности, а также недостоверной общественно значимой информации Роскомнадзором приняты меры по постоянному ограничению доступа к интернет-ресурсам sakh.com и sakhаlin.info».
В поддержку работы портала высказались депутаты Сахалинской областной думы, представители сахалинского бизнеса, местный учёный даже выходил с пикетом к областному зданию правительства, 4,5 тысячи человек подписали петицию в пользу Sakh.com на change.org.
«Сах.ком» перенесла сайт и сервисы на новый домен, который Роскомнадзор повторно заблокировал в ноябре 2022 года. 5 декабря руководство компании приняло решение о закрытии информационного агентства, форума, сокращении редакции и большей части сотрудников из-за невозможности работать в условиях продолжающихся блокировок. В заявлении компании говорится, что сайт «часто становился последней инстанцией для решения проблем жителей региона, а иной раз местные чиновники сами отправляли сахалинцев обращаться к корреспондентам агентства, потому что знали, что только огласка на нашем ресурсе поможет людям». Компания продолжает оспаривать в суде блокировку. Портал работает на российском домене, сервисы также доступны на новых доменах, не заблокированных на территории России.